# It’s a Man’s World (Cher-album)
Az It’s a Man’s World Cher huszonkettedik stúdióalbuma, melyet 1995. november 6-án adtak ki a Warner Bros. Records gondozásában.
Az albumon több híres szám feldolgozása is megtalálható, többek között a One by One, mely két verzióban is megjelent az albumon, az első Európában, ahol egy lassúbb, lágyabb hangzás érezhető, ezzel szemben Amerikában egy gyorsabb, táncolhatóbb verzió. A Walking in Memphist, melyet eredetileg Marc Chon írt és énekelt, eredetileg európai slágernek szánták, de Amerikában ért el jobb helyezést: Billboard - # 12. Ez utóbbi dalokból készült az album két videóklipje.